# Zongo Comics
Zongo Comics est une maison d'édition américaine de bande dessinée créé en 1995 par le créateur des Simpson Matt Groening.
Zongo Comics est un équivalent de Bongo Comics (lancé pour sa part en 1993) ciblant une audience plus âgée. La devise de l'éditeur est « Zongo Comics are swell comics » (approximativement « Les comics de Zongo Comics sont chouettes »).
Les aventures de Jimbo (par Gary Panter, 4 volumes entre 1995 et 1996) et de Fleener sont publiées chez Zongo.